# Casa de Lívia
A chamada Casa de Lívia (em latim: Domus Livia) é uma das habitações republicanas do monte Palatino, escavada pela primeira vez em 1869. A atribuição desta casa a Lívia, esposa de Augusto, não tem um fundamento real e se baseia primordialmente nas escavações de Pietro Rosa por ordem de Napoleão III. O edifício fica perto do Templo de Magna Mater, na extremidade ocidental da colina, sobre um terraço num nível abaixo do nível do templo e num terreno levemente inclinado.

## Descrição

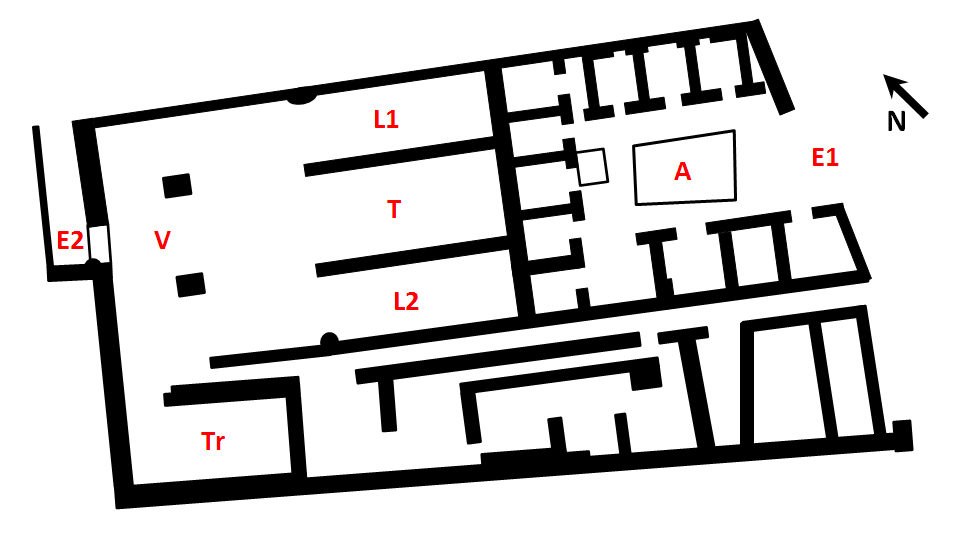
Planta da casa

O acesso à casa se dava através de um corredor inclinado que ainda conserva seu mosaico do piso original, com tesselas negras dispostas de forma regular sobre um fundo de tesselas brancas. Os degraus são decorados de forma similar. Muito provavelmente, este não era o acesso original, que provavelmente foi fechado durante uma das várias reformas realizadas no local ainda na Antiguidade e que ficava do lado oposto, onde ainda são visíveis restos de um implúvio e de alguns cubículos. 
Este acesso desemboca num pátio retangular com pilares que provavelmente sustentavam um telhado, dos quais restam apenas as bases. O tablínio, entre outros dois recintos de frente para o pátio, provavelmente servia de passagem entre as duas partes da casa. Nele e nos dois quartos se conserva uma famosa decoração de afrescos do segundo estilo, hoje destacada e datada em 30 a.C.. As paredes eram mais antigas, em opus reticulatum e datadas entre 75 e 50 a.C..
A parede melhor conservada é a que fica à direita do tablínio, dividida em três por colunas coríntias pintadas sobre um pódio baixo e representadas sobre bases altas, o que cria a ilusão de "afundamento" na parede. Elas sustentam um teto em caixotões representado em perspectiva, o que cria um aspecto teatral. No centro, numa porta aberta falsa, está um tema mitológico, "Io com Argos e Mercúrio que tenta libertá-la", cópia de um célebre quadro do grego Nícias. Dos lados estão outras duas portas pintadas que se abrem para uma vista complexa de uma cidade em perspectiva habitada por pequenos personagens (a da direita se perdeu). A meia altura estão quadrados com cenas variados gêneros e toda a superfície está decorada com diversos pequenos elementos decorativos: esfinges, figuras aladas e candelabros. A parede oposta, na entrada, tinha uma pintura no centro, "Polifemo e Galateia", bem conservada na época da descoberta, mas atualmente quase invisível.
Na sala à direita, a parede esquerda está bem preservada, com uma decoração de guirlandas, frutas, folhagens e, no alto, um friso com fundo amarelo com cenas dos Egito, realizada com uma técnica interessante de sombreamento. A sala da esquerda foi decorada com um tema similar, mas sem os elementos figurativos. Todos estes recintos estão com os pisos em mosaico simples em branco e preto bem preservados. No tablínio também está preservado um encanamento em chumbo que trazia água para o local; nele, como era habitual, está estampado o nome do proprietário: IULIA AUG[USTA]. Inicialmente se identificou esta pessoa como sendo Lívia, mas que atualmente acredita-se que pode ter sido Júlia, filha do imperador Tito.
Os recintos ao sul do pátio (o chamado triclínio), onde chegava o corredor que provavelmente levava ao acesso original, estava todo decorado com pinturas, entre as quais se destacava no centro da parede de frente para a entrada uma paisagem com a deusa Diana.

## Atribuição
A atribuição da casa como sendo de Lívia é baseada somente numa estampa no encanamento de chumbo encontrado no local e de elementos circunstanciais, como o fato de a casa ficar próxima da Casa de Augusto. Seja como for, não se trata da casa onde Lívia viveu com seu primeiro marido, Tibério Cláudio Nero, mas talvez um conjunto de cômodos reservados para ela na casa do marido num aglomerado de várias casas mais antigas. Depois do retorno da Sicília em 36 a.C., Augusto de fato se dedicou a esta casa e pode ter sido nesta ocasião que as grandes modificações foram realizadas para transformá-la numa dependência de sua própria casa.

## Galeria

Imagens da igreja
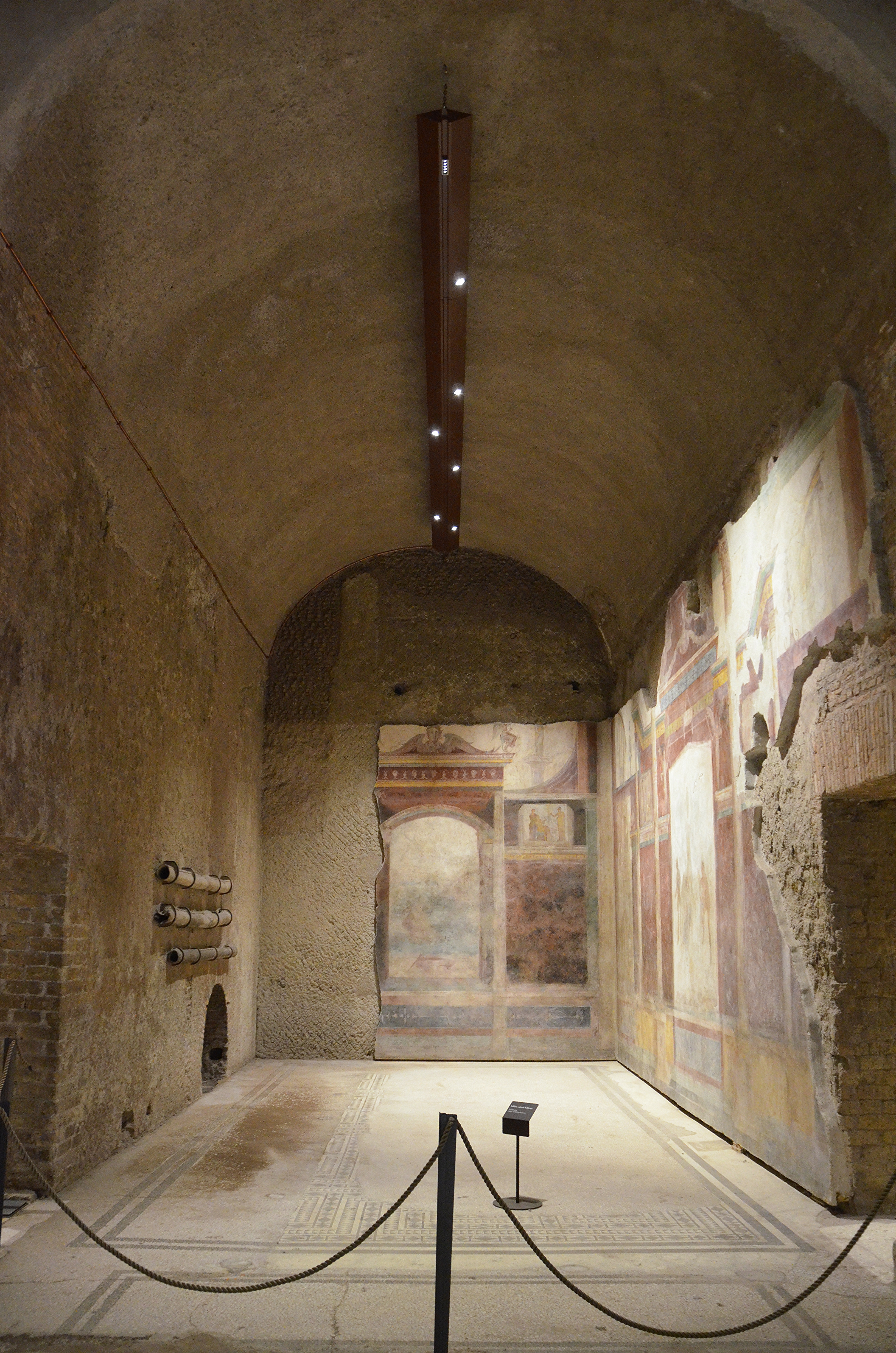
Sala do tablínio, com o encanamento de chumbo claramente visível na parede à direita.
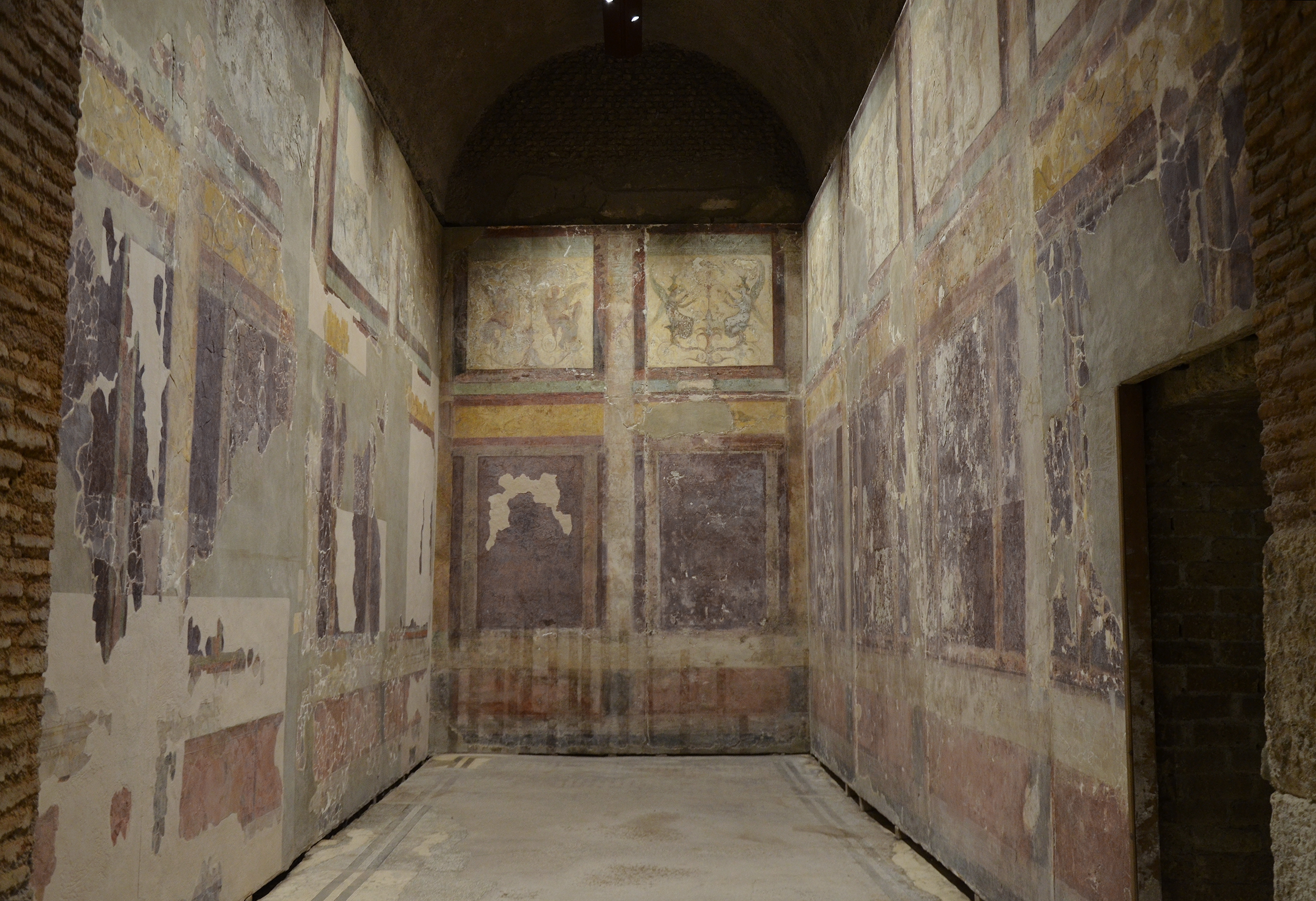
Uma das salas laterais.
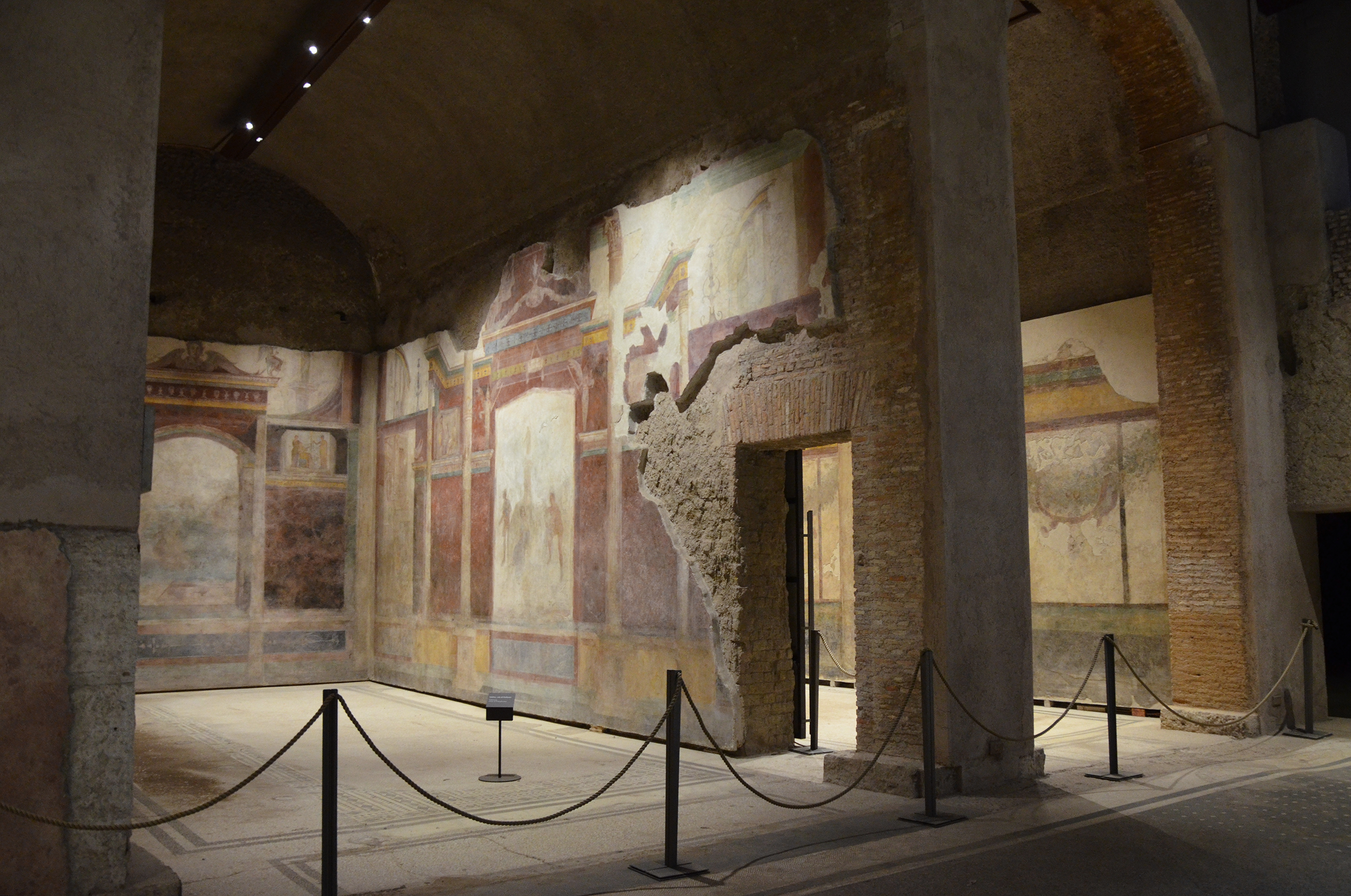
Visão geral.
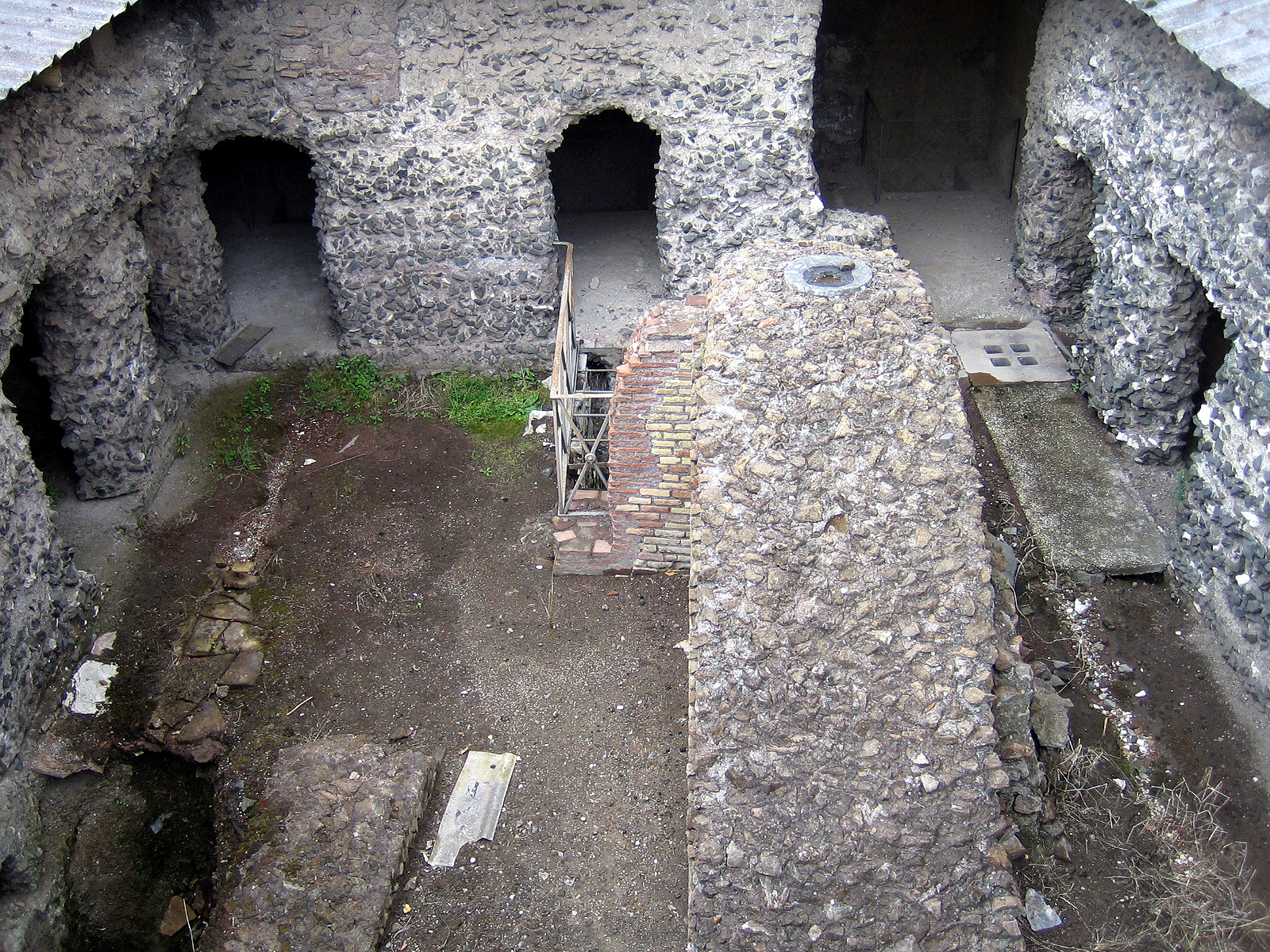
Vista do pátio.